# Щурик бурий
Щурик бурий (Progne tapera) — вид горобцеподібних птахів родини ластівкових (Hirundinidae).

## Поширення
Поширений в Центральній та Південній Америці. Його природними середовищами існування є субтропічні та тропічні сухі та затоплені луки та савани, навколо річок та струмків, а також поля, вторинні ліси та міські регіони.

## Опис
Його довжина становить від 17,5 5 до 18 см. Оперення верхньої частини темно-сірувато-буре або шерсткове, з чорнуватим коміром і хвостом; горло і живіт білі знизу, з широкою сірувато-коричневою смугою на грудях і розсипом чорних плям, частково прикритих білими кінчиками пір'я, уздовж середини грудей і до верхньої частини живота. Дзьоб і ноги чорні.

## Спосіб життя
Харчується комахами, яких ловить на польоті. Гніздиться в норах, які риє в ущелинах або на земляних схилах, або в пнях, або використовує старе гніздо горнера Furnarius rufus. Зазвичай спить неподалік гнізда.